# World Cup 1980 (Tischtennis)
| World Cup → 1981 | World Cup → 1981                     |
| ---------------- | ------------------------------------ |
|                  | Männer                               |
| Datum            | 29.08.–31.08.                        |
| Ort              | Hongkong                             |
| Auflage          | 1                                    |
| Sieger           | Guo Yuehua Li Zhenshi Josef Dvořáček |

Der Tischtennis-World Cup 1980 fand in seiner 1. Austragung vom 29. bis 31. August in Hongkong statt. Es gab nur einen Wettbewerb für Männer. Gold ging an Guo Yuehua aus der Volksrepublik China.

## Modus
An dem Wettbewerb nahmen 16 Sportler teil, die auf vier Gruppen mit je vier Sportlern aufgeteilt wurden. Die Gruppenersten und -zweiten rückten in die im K.O.-Modus ausgetragene Hauptrunde vor. Die Halbfinal-Verlierer trugen ein Spiel um Platz 3 aus, die Viertelfinalverlierer spielten um die Plätze 5–8, die Gruppendritten um die Plätze 9–12 und die Gruppenletzten um die Plätze 13–16. Gespielt wurde mit zwei Gewinnsätzen, in den Halbfinals und im Finale mit drei Gewinnsätzen.

## Teilnehmer
| Platz | Name              |
| ----- | ----------------- |
| 1     | Guo Yuehua        |
| 2     | Li Zhenshi        |
| 3     | Josef Dvořáček    |
| 4     | Milan Orlowski    |
| 5     | John Hilton       |
| 6     | Stellan Bengtsson |
| 7     | Tibor Klampár     |
| 8     | Eric Boggan       |
| 9     | Norio Takashima   |
| 10    | Gábor Gergely     |
| 11    | Chiu Man Kuen     |
| 12    | Kasali Lasisi     |
| 13    | Dragutin Šurbek   |
| 14    | Seiji Ono         |
| 15    | Paul Pinkewich    |
| 16    | Raymundo Fermín   |

## Gruppenphase

### Gruppe 1
|                | Ergebnis |               |
| -------------- | -------- | ------------- |
| Josef Dvořáček | 2:1      | Eric Boggan   |
| Josef Dvořáček | 2:1      | Chiu Man Kuen |
| Josef Dvořáček | 2:1      | Seiji Ono     |
| Eric Boggan    | 2:0      | Chiu Man Kuen |
| Eric Boggan    | 1:2      | Seiji Ono     |
| Chiu Man Kuen  | 2:0      | Seiji Ono     |

| Platz | Spieler        | Spiele | Sätze | Punkte |
| ----- | -------------- | ------ | ----- | ------ |
| 1     | Josef Dvořáček | 3      | 6:3   | 6      |
| 2     | Eric Boggan    | 3      | 4:4   | 4      |
| 3     | Chiu Man Kuen  | 3      | 3:4   | 4      |
| 4     | Seiji Ono      | 3      | 3:5   | 4      |

### Gruppe 2
|               | Ergebnis |                |
| ------------- | -------- | -------------- |
| Li Zhenshi    | 2:1      | John Hilton    |
| Li Zhenshi    | 2:1      | Gábor Gergely  |
| Li Zhenshi    | 2:0      | Paul Pinkewich |
| John Hilton   | 2:0      | Gábor Gergely  |
| John Hilton   | 2:0      | Paul Pinkewich |
| Gábor Gergely | 2:0      | Paul Pinkewich |

| Platz | Spieler        | Spiele | Sätze | Punkte |
| ----- | -------------- | ------ | ----- | ------ |
| 1     | Li Zhenshi     | 3      | 6:2   | 6      |
| 2     | John Hilton    | 3      | 5:2   | 5      |
| 3     | Gábor Gergely  | 3      | 3:4   | 4      |
| 4     | Paul Pinkewich | 3      | 0:6   | 3      |

### Gruppe 3
|                   | Ergebnis |                   |
| ----------------- | -------- | ----------------- |
| Tibor Klampár     | 2:0      | Stellan Bengtsson |
| Tibor Klampár     | 2:1      | Kasali Lasisi     |
| Tibor Klampár     | 2:1      | Dragutin Šurbek   |
| Stellan Bengtsson | 2:0      | Kasali Lasisi     |
| Stellan Bengtsson | 2:0      | Dragutin Šurbek   |
| Kasali Lasisi     | 2:1      | Dragutin Šurbek   |

| Platz | Spieler           | Spiele | Sätze | Punkte |
| ----- | ----------------- | ------ | ----- | ------ |
| 1     | Tibor Klampár     | 3      | 6:2   | 6      |
| 2     | Stellan Bengtsson | 3      | 4:2   | 5      |
| 3     | Kasali Lasisi     | 3      | 3:5   | 4      |
| 4     | Dragutin Šurbek   | 3      | 2:6   | 3      |

### Gruppe 4
|                 | Ergebnis |                 |
| --------------- | -------- | --------------- |
| Milan Orlowski  | 2:1      | Guo Yuehua      |
| Milan Orlowski  | 2:1      | Norio Takashima |
| Milan Orlowski  | 2:1      | Raymundo Fermín |
| Guo Yuehua      | 2:0      | Norio Takashima |
| Guo Yuehua      | 2:0      | Raymundo Fermín |
| Norio Takashima | 2:1      | Raymundo Fermín |

| Platz | Spieler         | Spiele | Sätze | Punkte |
| ----- | --------------- | ------ | ----- | ------ |
| 1     | Milan Orlowski  | 3      | 6:3   | 6      |
| 2     | Guo Yuehua      | 3      | 5:2   | 5      |
| 3     | Norio Takashima | 3      | 3:5   | 4      |
| 4     | Raymundo Fermín | 3      | 2:6   | 3      |

## Hauptrunde
|  | Viertelfinale     | Viertelfinale  |                |                | Halbfinale       | Halbfinale |  |  | Finale | Finale |
|  |                   |                |                |                |                  |            |  |  |        |        |
|  |                   |                |                |                |                  |            |  |  |        |        |
|  | Josef Dvořáček    | 2              |                |                |                  |            |  |  |        |        |
|  | Josef Dvořáček    | 2              |                |                |                  |            |  |  |        |        |
|  | John Hilton       | 0              |                |                |                  |            |  |  |        |        |
|  | John Hilton       | 0              | Josef Dvořáček | 0              |                  |            |  |  |        |        |
|  |                   |                | Josef Dvořáček | 0              |                  |            |  |  |        |        |
|  |                   | Li Zhenshi     | 3              |                |                  |            |  |  |        |        |
|  | Eric Boggan       | Li Zhenshi     | 3              | 1              |                  |            |  |  |        |        |
|  | Eric Boggan       |                |                | 1              |                  |            |  |  |        |        |
|  | Li Zhenshi        | 2              |                |                |                  |            |  |  |        |        |
|  |                   |                | Li Zhenshi     | 0              |                  |            |  |  |        |        |
|  |                   |                |                | Guo Yuehua     | 3                |            |  |  |        |        |
|  | Guo Yuehua        | 2              |                |                |                  |            |  |  |        |        |
|  | Tibor Klampár     | 0              |                |                |                  |            |  |  |        |        |
|  | Tibor Klampár     | 0              | Guo Yuehua     | 3              |                  |            |  |  |        |        |
|  |                   |                | Guo Yuehua     | 3              | Spiel um Platz 3 |            |  |  |        |        |
|  |                   | Milan Orlowski | 0              |                |                  |            |  |  |        |        |
|  | Stellan Bengtsson | Milan Orlowski | 0              | 0              | Josef Dvořáček   | 1          |  |  |        |        |
|  | Stellan Bengtsson |                |                | 0              | Josef Dvořáček   | 1          |  |  |        |        |
|  | Milan Orlowski    | 2              |                | Milan Orlowski | 2                |            |  |  |        |        |
|  | Milan Orlowski    | 2              |                |                | 2                |            |  |  |        |        |
|  |                   |                |                |                |                  |            |  |  |        |        |

## Platzierungsspiele
| um Platz | Spieler 1         | Ergebnis | Spieler 2       | um Platz | Spieler 1       | Ergebnis | Spieler 2         |
| -------- | ----------------- | -------- | --------------- | -------- | --------------- | -------- | ----------------- |
| 5–6      | John Hilton       | 2:1      | Eric Boggan     | 5        | John Hilton     | 2:-      | Stellan Bengtsson |
| 5–6      | Stellan Bengtsson | 2:1      | Tibor Klampár   | 7        | Tibor Klampár   | 2:0      | Eric Boggan       |
| 9–10     | Gábor Gergely     | 2:0      | Chiu Man Kuen   | 9        | Norio Takashima | 2:0      | Gábor Gergely     |
| 9–10     | Norio Takashima   | 2:0      | Kasali Lasisi   | 11       | Chiu Man Kuen   | 2:1      | Kasali Lasisi     |
| 13–14    | Seiji Ono         | 2:0      | Paul Pinkewich  | 13       | Dragutin Šurbek | 2:0      | Seiji Ono         |
| 13–14    | Dragutin Šurbek   | 2:0      | Raymundo Fermín | 15       | Paul Pinkewich  | 2:0      | Raymundo Fermín   |